# Anisodes nigrinotata
Anisodes nigrinotata är en fjärilsart som beskrevs av Paul Dognin 1910. Anisodes nigrinotata ingår i släktet Anisodes och familjen mätare. Inga underarter finns listade i Catalogue of Life.